# Cernătești (Dolj)
Pour l’article homonyme, voir Cernătești.
Cernătești est une commune roumaine située dans le județ de Dolj.